# سیلوراسترت (کارولینای جنوبی)
سیلوراسترت(به انگلیسی: Silverstreet) شهری در ایالت کارولینای جنوبی کشور ایالات متحده آمریکا است که جمعیت آن در سرشماری سال ۲۰۱۰ میلادی، ۱۶۲ نفر بوده‌است.